# Антиклинорий
Антиклинорий (от др.-греч. ἀντι- — против, κλίνω — наклоняю, ορος — гора, возвышенность) — крупный и сложный изгиб складчатых толщ горных пород с общим подъёмом в центре. Имеет протяжённость в десятки и сотни километров. Для обозначения особенно большого антиклинория используется термин мегантиклинорий.
На поверхности антиклинория типично находятся более древние и метаморфизованные породы по сравнению со смежными синклинориями.
Антиклинорий возникает в результате длительных поднятий земной коры и нередко характеризуется внедрением интрузивных тел с веерообразным опрокидыванием складок по направлению к смежным синклинориям и развитием на крыльях антиклинория зон надвиговых нарушений, по которым происходит перемещение масс горных пород в том же направлении.

## Примеры
Примерами антиклинориев являются Уралтауский мегантиклинорий, Башкирский мегантиклинорий и мегантиклинорий Главного Кавказского хребта.
В Казахстане имеются Алатауский, Тарбагатайский, Чингизский и другие антиклинории.